# Teorema de Vogt-Russel
El  teorema de Vogt–Russell fou enunciat pels astrònoms Heinrich Vogt i Henry Norris Russell de manera independent. El teorema afirma que l'estructura d'una estrella en equilibri hidroestàtic i tèrmic amb tota l'energia derivada de reaccions nuclears, només està determinada per la seva massa i la distribució dels elements químics en el seu interior.
És a dir, la massa i la composició química d'una estrella determinen la seva lluminositat, el seu radi, la seva estructura interna i la seva evolució.
S'assumeix en general que la composició química de les capes exteriors d'una estrella és igual a la composició química amb què l'estrella va néixer.
Per a la majoria de les estrelles de seqüència principal en general: 70% H per massa (X=0,7), 3% metalls (Z=0,03), i la resta He (Y=0,27).
Quan la temperatura del nucli creix, la cadena PP i el cicle CNO comencen a actuar, alterant la composició química interior lentament. En l'exemple del Sol, l'hidrogen duraria 10⁹ anys.
Pel teorema de Vogt-Russell en canviar la massa o la composició química, canvia la lluminositat i el radi. Tot i que se'l coneix com a teorema no ha estat mai provat.